# مرض منيير
داء مينيير (بالإنجليزية: Ménière's disease) هو اضطراب في الأذن الداخلية قد يؤثر على السمع والتوازن بدرجات متفاوتة. يتميز المرض بحدوث نوبات من الدوار والطنين وفقدان تصاعدي في حاسة السمع، وعادة ما يحدث في أذنٍ واحدة. سُمي هذا المرض نسبة إلى الطبيب الفرنسي بروسبر مينيير الذي اكتشفه، والذي كان أول من بيّن في مقال نُشر عام 1861 أن حدوث الدوار يعزى إلى اضطرابات الأذن الداخلية. تؤثر الحالة على الأشخاص بشكل مختلف؛ وقد تتباين في الحدّة من كونها تسبب انزعاجًا طفيفًا إلى كونها إعاقةً مزمنةً تبقى مع الشخص طوال حياته.

مخطط سمعي يوضح ضعف سمع طبقة الصوت المنخفضة

تتنوع أعراض مرض مينيير؛ ولايعاني كل المرضى من الأعراض نفسها. ومع ذلك فإن مرض مينيير الكلاسيكي تم وصفه مع الأعراض الأربعة التالية:
- نوبات دورية من الدوار الدوراني أو الدوخة.
- صمم تصاعدي متقلب يحدث في أذن واحدة أو في الأذنين عادة مع الترددات المنخفضة.[5]
- طنين في أذن واحدة أو في الأذنين.
- إحساس بالامتلاء أو الضغط في أذن واحدة أو في الأذنين.

يبدأ مرض مينيير عادة مع وجود عارض واحد ويبدأ في التصاعد. إلا أنه ليس من الضروري أن تتوفر كل الأعراض أمام الطبيب كي يشخص المرض. إن وجود أعراض متعددة في نفس الوقت يجعل تشخيص المرض مرجحا أكثر من وجود أعراض مختلفة في أوقات منفصلة.
قد تكون نوبات الدوران الدوراني عنيفة ومسببة للعجز ولايمكن توقعها وتستغرق فترة حدوثها دقائق إلى ساعات، لكنها بشكل عام لا تتجاوز فترة 24 ساعة. إلا أن بعض المرضى قد يعانون من حدوث نوبات مُطوّلة تستغرق وقتا يتراوح بين أيام متعددة إلى أسابيع متعددة وتسبب غالبا عجزا شديد للمريض. يتوافق ذلك مع حدوث زيادة في حجم صوت الطنين وصمم مؤقت لكن مؤثر في نفس الوقت. قد يتحسن السمع بعد النوبة لكن غالباً مايصبح أكثر سوءًا. في بعض الأحيان يصاحب الدوار حدوث غثيان وقيء وتعرّق وهي أعراض مصاحبة للدوار وليست أعراض مرض مينيير.
يعاني بعض المرضى مما يطلق عليه بشكل غير علمي اسم «نوبات هبوط» – وهي عبارة عن نوبة شديدة مفاجئة من الدوخة أو الدوار والتي تؤدي إلى سقوط المريض بدون إشعار. في حال لم يتم إجلاسه. تحدث نوبات الهبوط بشكل أكبر في مرحلة متأخرة من المرض ولكنه قد يحدث في أي وقت. قد يعاني المرضى أيضا من الشعور بأنه يتم دفعهم أو سحبهم. قد يجد بعض المرضى استحالة في الوقوف لبعض الوقت حتى انتهاء النوبة أو بدء تأثير الدواء.[بحاجة لمصدر]
وبالإضافة إلى ضعف السمع فقط تبدو الأصوات كأصوات معدنية أو مشوهة وقد يشعر المرضى بحساسية غير اعتيادية للضوضاء
قد يعاني بعض المرضي أيضا من الرأرأة أو حركات تشنجية إيقاعية لايمكن التحكم بها وتكون عادة في خط أفقي بما يمثل الدور الأساسي للاتزان اللابصري في تنسيق حركات العين.

## الصداع النصفي
هناك احتمالية حدوث للصداع النصفي بشكل أكبر في مرض مينيير. بالإضافة إلى أن الصداع النصفي يؤدي إلى قابلية حدوث مرض مينيير مع الصداع النصفي. إن الفارق بين الدوار المصاحب للصداع النصفي ومرض مينيير هو أن الدوار المصاحب للصداع النصفي قد يستمر لمدة أطول من 24 ساعة.

## السبب
مرض مينيير هو عبارة عن مرض مجهول السبب لكن يُعتقد أنه متعلق باستسقاء اللمف الداخلي أو زيادة السوائل في الأذن الداخلية. يُعتقد أن سائل اللمف الداخلي يطفح من قنواته الطبيعية في الأذن ويسري في المناطق الأخرى مسببة تلفها. يطلق على ذلك اسم استسقاء. يحتوي تجويف الأذن الغشائي - جهاز من الأغشية داخل الأذن - على سائل يطلق عليه اسم اللمف الداخلي. قد تتمدد الأغشية مثل البالون عندما يرتفع الضغط ويتم إعاقة التصريف. قد يكون ذلك مرتبطا بانتفاخ كيس اللمف الداخلي أو أنسجة أخرى في الجهاز الدهليزي للأذن الداخلية والمسؤول عن حاسة الإتزان في الجسم. في بعض الحالات، قد يحدث انسداد لقناة اللمف الداخلي من خلال نسيج نُدبي أو قد تكون ضيقة منذ الولادة. في بعض الحالات قد يكون هناك إفراز للسائل بشكل كثيف جدا من خلال الخطوط الوعائية. ربما تحدث الأعراض عند حدوث عدوى في الأذن الوسطى أو صدمة في الرأس أو عدوى في القناة التنفسية العلوية أو باستخدام الأسبرين أو تدخين التبغأو تناول الكحوليات. وقد تتفاقم بشكل أكبر بالتناول المفرط للأملاح في بعض المرضى.
كان من المقترح أيضا حدوث أعراض مينيير في العديد من المرضى بسبب الآثار الضارة لفيروس هيربس(الحلأ). توجد الفيروسات الهربسية في معظم الأفراد في حالة خاملة. اقترح البعض أن إعادة تنشيط الفيروس تحدث عندما تنخفض المناعة بسبب عامل ضغط مثل الرض أو العدوى أو الجراحة (تحت التخدير الكلي). تبدأ بعد ذلك الأعراض في الظهور بشكل أكبر كلما تقدم الفيروس في تدمير تركيب الأذن الداخلية.
من الممكن أن تظهر أعراض مرض مينيير في أي سن، لكنها تبدأ بشكل رئيسي بين سن 30 و 60 ويستهدف الرجال بشكل أكبر قليلا من النساء. قد يؤثر الصمم على كلا الأذنين معا أو مع فترة فاصلة متغيرة بين الأذن الأولى والثانية.
تتضمن باقي الحالات التي ربما تؤدي إلى أعراض مرض مينيير كلا من متلازمة كوجان وأمراض المناعة المكتسبة في الأذن الداخلية والزهري واضطرابات الجهاز العصبي الذاتي والناسور الحول ليمفاوي والتصلب اللويحي وورم العصب السمعي ونقص أو إفراط الدرقية.

## التشخيص
يقوم الأطباء بالتشخيص عن طريق الشكوى والتاريخ الطبي. إلا أنه يتعين القيام بفحص أذن وحنجرة مُفصّل وقياس السمع وتصوير بالرنين المغناطيسي على الرأس من أجل استبعاد وجود ورم في العصب القحفي الثامن أو انفتاح القناة العلوية والتي قد تتسبب في حدوث أعراض مشابهة. ليس هناك أي اختبار محدد لمرض مينيير، يتم تشخيصه فقط عند استبعاد كل الأسباب الأخرى. في حالة اكتشاف أي من تلك الأسباب فإن ذلك يعني استبعاد حدوث مرض مينيير طبقا لتعريفة المحدد، كمرض مجهول السبب فلايوجد سبب محدد لذلك المرض

### التاريخ
تم اكتشاف مرض مينيير منذ وقت بعيد في ستينيات القرن قبل الماضي لكنه كان مبهما نسبيا ويحتمل اشياء كثيرة في نفس الوقت. وضعت الأكاديمية الأمريكية لعلوم الأذن والحنجرة ولجنة جراحة الرأس والعنق للسمع والاتزان (AAO HNS CHE) معايير لتشخيص مرض مينيير بالإضافة إلى تصنيفه إلى فئتين فرعيتين هما: مرض مينيير القوقعي (بدون دوار) ومرض مينيير الدهليزي (بدون صمم)
في عام 1972، حددت الأكاديمية معايير تشخيص مرض مينيير كما يلي:
1. صمم حسي عصبي متفاوت متصاعد.
2. نوبات دوار عرضية مميزة ومحددة تستغرق من 20 دقيقة إلى 24 ساعة بدون فقد للوعي، مع حدوث رأرأة دهليزية بشكل دائم.
3.حدوث طنين عادة.
4. تمتاز النوبات بحدوث نوبات من الانحسار والتفاقم.
في 1985 تغيرت تلك القائمة من أجل تغيير الألفاظ مثل تغيير لفظة «صمم» إلى «ضعف سمع مصاحب بوجود طنين للترددات المنخفضة بشكل محدد» وتطلب حدوث أكثر من نوبة من الدوار من أجل التشخيص. في النهاية تغيرت القائمة عام 1995 لتحدد أربع درجات من المرض:
1. مؤكد – مرض مؤكد مع تأكيد هيستوباثولوجي (العينة النسيجية تؤكد حدوث المرض)
2. واضح – يتطلب حدوث نوبتين أو أكثر من الدوار المصاحب للمرض مع فقدان للسمع وطنين و/ أو شعور بامتلاء سمعي.
3. مرجح – حدوث نوبة من الدوار المصاحب للمرض مع باقي أعراض وعلامات المرض
4. محتمل – حدوث نوبة من الدوار المصاحب للمرض مع عدم حدوث فقدان للسمع.

## الوقاية
يُعتقد أن بعض التغيرات البيئية والغذائية تقوم بتقليل تكرر أو شدة نوبات الأعراض. يُنصح معظم المرضى باتباع حمية منخفضة الصوديوم بحيث لايزيد عن جرام إلى 2 جرام يوميا. يُنصح المرضى بتجنب الكحول والكافيين والتبغ حيث تؤدي تلك العوامل إلى اشتداد أعراض المرض. غالبا مايوصف للمريض دواء مدر للبول بشكل طفيف (مع فيتامين بي6 أحيانا). يتم عمل اختبار حساسية للعديد من المرضى من أجل معرفة ماإذا كانوا سيخضعوا لعلاج الحساسية حيث تم برهنة أن الحساسية تؤدي إلى زيادة أعراض مرض مينيير.
تتضمن الأدوية التي تهدف إلى تقليل الضغط داخل الأذن الداخلية كلا من: مضادات الهيستامين ومضادات الكولين والستيرويدات ومدرات البول. ويبدو أن هناك مستقبل واعد للأجهزة التي تقوم بتوليد نبضات ذات ضغط دقيق عبر طبلة الأذن ويتم استخدامها الآن على نطاق أوسع لمعالجة مرض مينيير.
تم استخدام عقار آسيكلوفير المضاد لفيروس الهربس (الحلأ) مع تحقيق بعض النجاح في علاج مرض مينيير. تم اكتشاف أن أرجحية تأثير العقار تقل مع زيادة فترة المرض، يحدث ذلك على الأرجح بسبب أن إخماد النشاط الفيروسي لايقوم بإرجاع الخلايا التي دمرها الفيروس إلى طبيعتها قبل تناول العقار. تم العثور على تغيرات في شكل الأذن الداخلية لمرضى مينيير وتم تفسير ذلك على أساس أنه ناتج من هجوم فيروس الحلأ البسيط. اعتبر البعض أنه من الممكن القيام بعلاج طويل المدى (أكثر من 6 شهور) بالآسيكلوفير من أجل إحداث تأثير ملموس على الأعراض. تمتلك فيروسات الحلأ القدرة على البقاء خاملة في الخلايا العصبية في عملية تعرف باسم النسخ المصاحب بالكمون لفيروسات الحلأ البشرية. يتعين أن يمنع التناول المستمر للدواء إعادة تنشيط الفيروس وتتيح إمكانية تحسين الأعراض. أحد الاعتبارات الأخرى هي أن الأنواع المختلفة من فيروس الحلأ البسيط يمكن أن يكون لها خصائص مختلفة ينتج عنها اختلافات في التأثيرات الدقيقة للفيروس. تم بيان أن الآسيكلوفير فد يكون له تأثير إيجابي على أعراض مرض مينيير.

## العلاج
وبسبب أن مرض مينيير هو مرض لايمكن الشفاء منه، يعتمد العلاج بشكل أكبر على معالجة الأعراض. في الحالات العنيفة، يكون من الضروري تدمير خلايا الشعر الدهليزية باستخدام المضاد الحيوي ستربتوميسين أو إزالة تجويف الأذن المصاب من أجل تخفيف الشعور بالدوار العنيف. يتم علاج المرضى في بعض الأحيان عن طريق إدخال تحويلة تقوم بتحويل اللمف الداخلي الزائد بشكل مباشر إلى السائل الشوكي وهو إجراء غير مؤثر بشكل دائم. قد تتضمن العلاجات التي تقوم بتحسين الأعراض كلا من:
- مضادات الهستامين المضادة للقيء مثل ميكلوزين ودايمين هيدرينيت
- الأدوية المضادة للقيء مثل ثلاثي ميثو بنزاميد
- الأدوية المضادة للدوار/ المضادة للتوتر مثل بيتاهستين وديازيبام
- العلاج بالأعشاب مثل جذور الزنجبيل

### التأقلم
عادة مايعاني المرضى من توتر زائد وقلق بسبب طبيعة المرض الذي لايمكن التوقع بميعاد حدوث نوباته. تتضمن الطرق الصحية لمواجهة هذا التوتر كلا من طب الروائح واليوجا وتاي تشي شوان والتأمل.

### الجراحة
في حال عدم التحسن على العلاج، يتم اللجوء إلى علاج جراحي يدوم لفترة أطول. ولسوء الحظ فإن القليل من الجراحات فقط تضمن عدم حدوث فقدان للسمع بسبب حقيقة أن الأذن الوسطى هي مركز السمع والإتزان.

#### غير متلفة
الجراحات غير المتلفة تتضمن تلك الجراحات التي لاتقوم بإزالة أي وظيفة بل تهدف إلى تحسين الطريقة التي تعمل بها الأذن.
في العلاجات الستيرويدية داخل الطبلة يتم حقن ستيرويدات (الديكساميثازون بشكل شائع في الأذن الوسطى من أجل تقليل الالتهاب وتغيير دورة الأذن الداخلية.
إتضح أن جراحة تخفيف الضغط عن جيب اللمف الداخلي ذات تأثير فعال في تخفيف الأعراض بشكل مؤقت. قد تحدث نوبات الدوار بشكل أقل بينما تبقى حاسة السمع بدون تغيير. إلا أن هذا العلاج لايعالج المسار طويل الأمد للدوار في مرض مينيير. قامت دراسات دانماركية بالربط بين هذه الجراحة بالتأثير القوي جدا للغفل وأوضحت أن هناك اختلاف طفيف جدا عند المتابعة لمدة 9 سنوات لكنها لم تنكر تأثير هذا العلاج.

#### إتلافي
الجراحات الإتلافية لايمكن إرجاعها مرة أخرى وتتضمن إزالة وظيفة معظم إن لم يكن كل الأذن المصابة.
يمكن إزالة الأذن الداخلية نفسها جراحيا عن طريق جراحة إزالة تجويف الأذن. عادة يتم فقدان السمع بشكل كامل في الأذن المصابة مع تلك الجراحة. بدلا من ذلك يتم إزالة تجويف الأذن كيميائيا عن طريق حقن دواء في الأذن الوسطى (مثل جنتاميسين) يقوم «بقتل» الجهاز الدهليزي حيث يعطي نفس النتيجة مع الاحتفاظ بالسمع.
وبدلا من ذلك قد يقوم الجراحون بقطع العصب المغذي للجزء الخاص بالإتزان في الأذن الداخلية عن طريق جراحة إزالة العصب الدهليزي. في الأغلب يتم الحفاظ على حاسة السمع إلا أن الجراحة قد تتضمن قطع فتحة في بطانة المخ ويتطلب ذلك البقاء في المستشفى لعدة أيام من أجل الملاحظة.
يصاحب الشفاء من الجراحات المتلفة حدوث دوار (إلى جانب الغثيان والقيء المرتبطين به) حيث أن المخ يبدأ في التعود على التعويض.

#### العلاج الطبيعي
يلعب أخصائيو العلاج الطبيعي دورا في التعامل مع مرض مينيير. في إعادة التأهيل الدهليزي يقوم أخصائيو العلاج الطبيعي باستخدام تدخلات علاجية بهدف تثبيت النظر وتقليل الدوخة وزيادة الإتزان الوضعي في نطاق أنشطة الحياة اليومية. بعد القيام بتقييم دهليزي يقوم المعالج الطبيعي بتفصيل خطة العلاج طبقا لاحتياجات كل مريض.
يمكن إعادة تدريب الجهاز العصبي المركزي بسبب ليونته أو القدرة على تغييره بالإضافة إلى ممراته المتكررة. أثناء إعادة التأهيل الدهليزي، يستفيد أخصائيو العلاج الطبيعي من تلك الخاصية للجهاز العصبي المركزي من خلال استثارة أعراض الدوخة أو عدم الإتزان مع حركات الرأس أثناء تفعيل ترجمة المعلومات التي تصل إلى الجهاز البصري والجهاز الحسي الجسدي والجهاز الدهليزي. يؤدي ذلك إلى قلة حدوث الأعراض بشكل مستمر.
على الرغم من أنه تم إجراء أبحاث كثيرة فيما يخص إعادة التأهيل الدهليزي في بقية الاضطرابات، إلا أنه تم إجراء القليل من نلك الأبحاث بشكل ملحوظ عن مرض مينيير. ومع ذلك فإن العلاج الطبيعي الدهليزي مقبول حاليا كجزء من أفضل الممارسات في التعامل مع تلك الحالة.

## نتائج تقدم المرض
في البداية يكون مرض مينيير عادة مقصورا على أذن واحدة لكنه يمتد غالبا ليشمل كلا الأذنين مع مرور الوقت. هناك نقاش حول عدد المرضى الذين تؤول حالتها في النهاية إلى حدوث المرض في كلتا الأذنين مع نسب تترواح بين 17% إلى 75%.
قد ينتهي الأمر ببعض من يعانون من الحالات العنيفة من مرض مينيير إلى فقد وظائفهم وإعاقتهم حتى يهدأ المرض. إلا أن معظم من يعانون من المرض (60-80%) لن يحدث لهم إعاقة دائمة وسيشفون من المرض مع أو بدون مساعدة طبية.
عادة مايتفاوت ضعف السمع في المراحل المبكرة من المرض ويصبح أكثر وضوحا في المراحل المتأخرة على الرغم من أن سماعات الأذن والزرع الحلزوني قد يساعدان على علاج التلف. لايمكن التنبوء بحدوث الطنين ولكن المرضى يعتادون عليه مع مرور الوقت.
مرض مينيير – نظرا لطبيعته في عدم القدرة على توقعه – له نتائج تقدم متنوعة. قد تحدث النوبات بشكل أكثر تكرارية وأكثر شدة أو أقل تكرارية وأقل شدة وقد يتراوح في التكرارية والشدة بين الكثرة والندرة. من المعروف عن مرض مينيير أنه «يهدأ» بعد تدمير الوظيفة الدهليزية عند درجة معينة تتوقف معها نوبات الدوار.
تظهر الدراسات التي أجريت على المرضى الذين يعانون من حدوث المرض في كل من أذنهم اليمنى وأذنهم اليسرى أن المرضى الذين يعانون من حدوث المرض في الأذن اليمنى يصبح آداؤهم الإدراكي أسوء بكثير. لايتأثر مستوى الذكاء العام. وتبين أن الآداء المنخفض يرتبط بالمدة التي عاني فيها المريض من المرض.

### تفصيل المراجع
- Theilgaard A, Laursen P, Kjaerby O؛ وآخرون (1978). "Menière's disease. II. A neuropsychological study". ORL J. Otorhinolaryngol. Relat. Spec. ج. 40 ع. 3: 139–46. PMID:570693. {{استشهاد بدورية محكمة}}: Explicit use of et al. in: |مؤلف= (مساعدة)صيانة الاستشهاد: أسماء متعددة: قائمة المؤلفين (link)
- Beasley NJ, Jones NS (ديسمبر 1996). "Menière's disease: evolution of a definition". J Laryngol Otol. ج. 110 ع. 12: 1107–13. DOI:10.1017/S002221510013590X. PMID:9015421.
- Haybach، P. J. (1998). Meniere's Diease: What You Need to Know. Portland, OR: Vestibular Disorders Association. ISBN:0-9632611-1-8.